# 薬の神じゃない!
『薬の神じゃない!』（くすりのかみじゃない、原題：我不是藥神、英語題：Dying to Survive）は、2018年の中国のコメディドラマ映画。監督はウェン・ムーイエ（文牧野）、出演はシュー・ジェン（徐崢）とワン・チュエンジュン（王伝君）など。
中国で実際に起きた事件をモデルに、金に困って国内で認可されていない白血病治療薬のジェネリック薬を密輸し始めた男が、高額な正規治療薬を買えない患者たちの救い主となっていく姿を、コメディタッチとサスペンスタッチを交えて描いている。
2018年10月の「2018東京・中国映画週間」においては『ニセ薬じゃない!』の邦題で上映された。2020年10月に日本では一般公開。

## あらすじ
上海で、男性向けの回春薬を売る小さな店主チョン・ヨン（程勇）は、店の家賃さえ払えず、妻にも見放され、人生の目標を見失っていた。ある日、「血液のがん」である慢性骨髄性白血病患者リュ・ショウイー（呂受益）が店に訪れる。国内で認可されている治療薬は非常に高価であるため、安価で成分が同じインドのジェネリック薬を購入してほしいという依頼だった。最初は申し出を断ったものの、金に目がくらんだチョンは、ジェネリック薬の密輸・販売に手を染め、より多くの薬を仕入れるため、購入グループを結成する。依頼人のリュを始め、白血病患者が集まるネット上コミュニティの管理人で、自身も白血病の娘を持つポールダンサーのリウ・スーフェイ（劉思慧）、中国語なまりの英語を操るリウ牧師（劉牧師）、力仕事が得意な不良少年のボン・ハオ（彭浩）が加わり、事業はさらに大きく拡大していく。警察に密輸として目をつけられ始め、いったんはグループを解散したチョン・ヨンたちだったが、薬を絶たれた患者たちの悲痛な叫びに決意を固める。患者の負担を軽くするため仕入れ値以下の価格で薬を売り、あえて危険な仕事を続ける。

## 登場人物
チョン・ヨン（程勇）
演 - シュー・ジェン（徐崢）
回春薬を売る店の店主。
リュ・ショウイー（呂受益）
演 - ワン・チュエンジュン（王伝君）
程勇に偽薬密輸を頼んだ慢性骨髄性白血病患者。
ツァオ・ビン（曹斌）
演 - ジョウ・イーウェイ（周一囲）
偽薬事件を追う刑事。チョン・ヨンの元妻の弟。
リウ・スーフェイ（劉思慧）
演 - タン・ジュオ（譚卓）
白血病の娘を持つポールダンサー。
ボン・ハオ（彭浩）
演 - チャン・ユー（章宇）
金髪の不良少年の白血病患者。
リウ牧師（劉牧師）
演 - ヤン・シンミン（楊新鳴）
教会の牧師。

## 受賞
| 賞                       | 部門                   | ノミネート対象       | 結果       |
| ------------------------ | ---------------------- | -------------------- | ---------- |
| 第55回金馬奨             | 作品賞                 | 薬の神じゃない!      | ノミネート |
| 第55回金馬奨             | 主演男優賞             | 徐崢                 | 受賞       |
| 第55回金馬奨             | 新人監督賞             | 文牧野               | 受賞       |
| 第55回金馬奨             | 助演男優賞             | 章宇                 | ノミネート |
| 第55回金馬奨             | 脚本賞                 | 韓家女、鍾偉、文牧野 | 受賞       |
| 第55回金馬奨             | 衣裳デザイン賞         | 李淼                 | ノミネート |
| 第55回金馬奨             | 編集賞                 | 朱琳                 | ノミネート |
| 第14回中国長春国際映画祭 | 最優秀青年助演男優賞   | 王伝君               | 受賞       |
| 第38回香港電影金像奨     | 最優秀両岸中国語映画賞 | 薬の神じゃない!      | 受賞       |
| 第10回中国映画監督協会賞 | 年度男優賞             | 王伝君               | 受賞       |
| 第32回中国電影金鶏奨     | 作品賞                 | 薬の神じゃない!      | ノミネート |
| 第32回中国電影金鶏奨     | 主演男優賞             | 徐崢                 | ノミネート |
| 第32回中国電影金鶏奨     | 助演男優賞             | 王伝君               | ノミネート |
| 第32回中国電影金鶏奨     | 助演男優賞             | 章宇                 | ノミネート |
| 第32回中国電影金鶏奨     | 監督デビュー作賞       | 文牧野               | 受賞       |
| 第32回中国電影金鶏奨     | 脚本賞                 | 韓家女、鍾偉、文牧野 | 受賞       |
| 第32回中国電影金鶏奨     | 美術賞                 | 李淼                 | ノミネート |
| 第32回中国電影金鶏奨     | 編集賞                 | 朱琳                 | ノミネート |
| 第35回大衆電影百花奨     | 脚本賞                 | 韓家女、鍾偉、文牧野 | ノミネート |
| 第35回大衆電影百花奨     | 作品賞                 | 薬の神じゃない!      | ノミネート |
| 第35回大衆電影百花奨     | 助演男優賞             | 王伝君               | ノミネート |
| 第35回大衆電影百花奨     | 新人賞                 | 文牧野               | ノミネート |